# Леб'язька сільська рада (Росія)
Леб'я́зька сільська рада (рос. Лебяжский сельский совет) — сільське поселення у складі Далматовського району Курганської області Росії.
Адміністративний центр та єдиний населений пункт — село Леб'яже.
Населення сільського поселення становить 286 осіб (2017; 388 у 2010, 501 у 2002).